# Helocordulia selysii
Helocordulia selysii är en trollsländeart som först beskrevs av Hagen 1878.  Helocordulia selysii ingår i släktet Helocordulia och familjen skimmertrollsländor. Inga underarter finns listade i Catalogue of Life.

## Bildgalleri

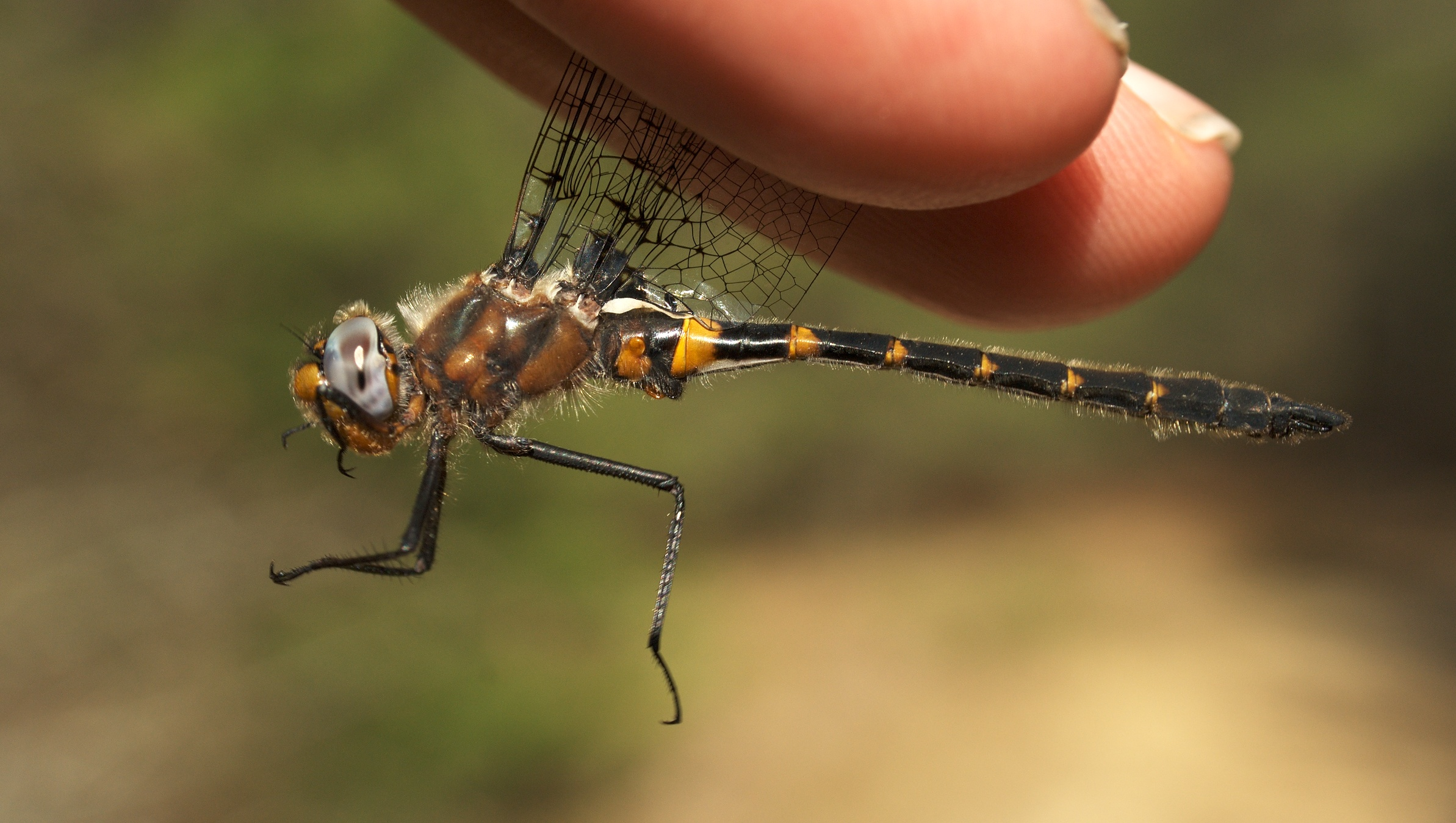